# О Ён Гё
О Ён Гён (кор. 오연교; 25 мая 1960, Республика Корея — 27 сентября 2000) — южнокорейский футболист, играл на позиции вратаря.
Выступал за клубы «Юкон Коккири» и «Ульсан Хёндэ», а также национальную сборную Южной Кореи, в составе которой был участником чемпионата мира 1986 года.

## Клубная карьера
Во взрослом футболе дебютировал в 1983 году выступлениями за команду клуба «Юкон Коккири», в котором провёл пять лет.
В 1988 году перешел в клуб «Ульсан Хёндэ», за который отыграл 3 сезона. Завершил профессиональную карьеру футболиста выступлениями за команду «Ульсан Хёндэ» в 1990 году.
Умер 27 сентября 2000 года на 41-м году жизни.

## Выступления за сборную
В 1985 году дебютировал в официальных матчах в составе национальной сборной Южной Кореи. В течение карьеры в национальной команде, которая длилась 2 года, провел в форме главной команды страны 11 матчей, пропустив 10 голов.
В составе сборной был участником чемпионата мира 1986 года в Мексике. На мировом первенстве был основным голкипером южнокорейцев, защищал их ворота во всех трёх матчах команды на групповом этапе, по результатам которого сборная завершила выступления на турнире, набрав только одно очко.